# Speocirolana
Speocirolana é um género de crustáceo da família Cirolanidae.
Este género contém as seguintes espécies:
- Speocirolana thermydromis